# شایان شیروش
شایان شیروش (زادهٔ ۱۹ فروردین ۱۳۷۸ مهاباد) و ساکن شهرستان مهاباد آذربایجان غربی، ووشوکار و تالوکار ایرانی است. شیروش در مسابقات ووشو قهرمانی جوانان جهان موفق به کسب مدال طلا در بخش چانگ چوان ودائو شو شد. وی همچنین در بخش جین شو با نمره ۹٫۲۵ بعد از ورزشکار ترکیه ای مدال طلا را از آن خود کرد. وی همچنین در مسابقات کشوری در ترکیب تیم میانه موفق به کسب مدال شد و در جایگاه نخست این مسابقات ایستاد.

## در عرصه ووشو
وی در کنار ووشو در حوزه هنری و امدادی فعالیت می‌کند. او کارگردان سه فیلم با نام های(کودک کار، حمایت از کالای ایرانی، فرهنگ خشونت) و یک مستند (مانور زلزله) است و مانند بسیاری از ورزشکاران در رشته تالو، شیروش نیز دارای پس زمینه‌ای در رشته ژیمناستیک است. وی تا ۸ سالگی در رشته ژیمناستیک فعالیت داشته و از طریق یکی از دوستانش با ووشو آشنا گردیده. او از ۸ سالگی در رشته ووشو فعالیت می‌کند و در سال ۲۰۱۰ اولین مدال خود، مدال نقرهٔ کشوری را بر گردن آویخت. در سال ۲۰۱۶ اولین مدال طلای خود را در مسابقات قهرمانی جهان برگردن آویخت و روی سکوی قهرمانی ایستاد. 

## هلال احمر
شایان شیروش، نجاتگر و داوطلب هلال احمر به مدت ۱۰ سال فعالیت به صورت داوطلبانه را دارد.
از جمله مسابقات امدادی او می توان به امدادگر هلال احمر که در سال ۱۳۹۷ مقام اول کشوری را در حوزه امدادی در ترکیب تیمی اشاره کرد.

## قهرمان دوربین به دست
او در طول فعالیت های خود مشغول به ساخت مستند ، فیلم کوتاه و… بوده. همراه مردم در شرایط سخت آب و هوایی ، بلاهای طبیعی ، کمک و یاری رساندن به افراد آسیب دیده در هر شرایطی حضور داشته است.